# ساحر أوز (فلم 1939)
ساحر أوز هو فيلم موسيقي وكوميدي درامي وخيالي أمريكي من إنتاج شركة مترو غولدوين ماير عام 1939، وهو أنجح وأشهر اقتباس من رواية ساحر أوز العجيب للكاتب ليمان فرانك بوم التي صدرت عام 1900. نجوم الفيلم هم جودي غارلند بدور دوروثي غيل. وشارك في الفيلم شارك الكلب تيري بدور توتو. وشارك راي بولجر، جاك هالي، بيرت لار، فرانك مورجان، بيلي بيرك، ومارغريت هاميلتون، مع تشارلي غريبوين وكلارا بلانديك، أقزام سينغر بدور المنشكين.
اشتهر الفيلم باستخدامه تقنية تكنيكولور، ورواية القصص الخيالية، والفقرات الموسيقية، والشخصيات غير العادية، وأصبح على مر السنين رمزا للثقافة الشعبية الأميركية. وقد رشح لستة جوائز أوسكار من بينها أفضل فيلم، لكنه خسر أمام ذهب مع الريح. وقد فاز في اثنين من الفئات الأخرى، وهي أفضل موسيقى تصويرية وكذلك أفضل أغنية «فوق قوس قزح» Over the Rainbow. ومع ذلك فقد شكل الفيلم خيبة أمل تجارية في إصداره الأول، وجنى فقط 3,017,000 دولار على ميزانية 2,777,000 دولار، وذلك رغم مراجعات النقاد التي كانت إيجابية إلى حد كبير. وكان أغلى إنتاجات إم جي إم في ذلك الوقت، ولم يعوّض الفيلم كامل استثمارات الاستوديو ويجني الإرباح حتى أعيد إصداره على الصالات عام 1949.
تم بث الفيلم على التلفزيون عام 1956 على شبكة سي بي اس فقدم هذا الفيلم إلى جمهور أوسع، وأصبح عرضه تقليدا سنويا، وهو ما جعله أحد أشهر الأفلام في تاريخ السينما. ووضعته مكتبة الكونغرس في قائمة أكثر الأفلام مشاهدة على شبكة تلفزيونية، كما أدخلت الفيلم أيضا في السجل القومي للسينما في دورته الأولى عام 1989، وذلك للحفاظ عليه لما يه من «أهمية ثقافية وتاريخية وجمالية». كما أنه أحد الأفلام القلائل الموجودة على سجل ذاكرة العالم لمنظمة اليونسكو.
غالبا ما يوضع فيلم ساحر أوز على قوائم أفضل الأفلام بين النقاد أو استطلاعات الرأي. وهو مصدر العديد من الاقتباسات في الثقافة الشعبية الحديثة. تولى فيكتور فليمينغ الإخراج الأولي (قبل أن يغادر فريق الإنتاج لتولي عملية إخراج «ذهب مع الريح» المضطربة). والسيناريو من كتابة نويل لانغلي، فلورنس رايرسون، وإدغار ألان وولف، ولكن قدم آخرون مساهماتهم في السيناريو دون ذكر أسمائهم. تم كتابة الأغاني بقلم إدغار «ييب» هاربورغ (الكلمات) وهارولد آرلين (الموسيقى). أما الموسيقى التصويرية، والتي تستند إلى حد كبير على الأغاني، فهي من تأليف هربرت ستوثارت، وتخللتها قطع من الموسيقى الكلاسيكية.

## وصلات خارجية
- مقالات تستعمل روابط فنية بلا صلة مع ويكي بيانات

صفحة الفيلم على قاعدة بيانات الأفلام على الإنترنت.